# Finlande aux Jeux olympiques d'été de 2000
La Finlande participe aux Jeux olympiques d'été de 2000 à Sydney. Sa délégation est composée de 70 athlètes répartis dans 16 sports et son porte-drapeau est Heli Rantanen. Au terme des Olympiades, la nation se classe 31e avec 4 médailles dont 2 en or. 

## Nombre d'athlètes qualifiés par sport
Voici la liste des qualifiés et sélectionnés Finlandais par sport (remplaçants compris) :
| Sport       | Hommes | Femmes | Total |
| ----------- | ------ | ------ | ----- |
| Athlétisme  | 13     | 10     | 23    |
| Badminton   | 1      | 1      | 2     |
| Boxe        | 1      | 0      | 1     |
| Canoë-kayak | 1      | 0      | 1     |
| Cyclisme    | 0      | 2      | 2     |
| Équitation  | 0      | 3      | 3     |

## Liste des médaillés finlandais

### Médailles d'or
| Sport              | Discipline                     | Sportifs                    | Performance |
| Médailles d'or : 2 |                                |                             |             |
| Athlétisme         | Lancer du poids (H)            | Arsi Harju                  |             |
| Voile              | Dériveur double - 49er (Mixte) | Thomas Johanson Jyrki Jarvi |             |

### Médailles d'argent
| Sport                  | Discipline                  | Sportifs   | Performance |
| Médailles d'argent : 1 |                             |            |             |
| Tir                    | Carabine 3x40 50 mètres (H) | Juha Hirvi |             |

### Médailles de bronze
| Sport                   | Discipline                               | Sportifs             | Performance |
| Médailles de bronze : 1 |                                          |                      |             |
| Lutte                   | Lutte gréco-romaine - Moins de 76 kg (H) | Marko Yli-Hannuksela |             |

## Athlétisme

### Hommes
| Athlète          | Épreuve              | Séries      | Séries      | Quarts de finale | Quarts de finale | Demi-finales | Demi-finales | Finale  | Finale  |
| Athlète          | Épreuve              | Temps       | Rang        | Temps            | Rang             | Temps        | Rang         | Temps   | Rang    |
| ---------------- | -------------------- | ----------- | ----------- | ---------------- | ---------------- | ------------ | ------------ | ------- | ------- |
| Tommi Hartonen   | 100 m                | 10 s 53     | 7e          | Eliminé          | Eliminé          | Eliminé      | Eliminé      | Eliminé | Eliminé |
| Tommi Hartonen   | 200 m                | 20 s 82     | 3e          | 20 s 47          | 4e               | 20 s 88      | 8e           | Eliminé | Eliminé |
| Valentin Kononen | 50 kilomètres marche | Non disputé | Non disputé | Non disputé      | Non disputé      | Non disputé  | Non disputé  | DSQ     | /       |

| Athlète                | Épreuve           | Qualification | Qualification | Finale      | Finale  |
| Athlète                | Épreuve           | Performance   | Rang          | Performance | Rang    |
| ---------------------- | ----------------- | ------------- | ------------- | ----------- | ------- |
| Mika Polku             | Saut en hauteur   | 2,24 m        | 16e           | Eliminé     | Eliminé |
| Toni Huikuri           | Saut en hauteur   | 2,20 m        | 26e           | Eliminé     | Eliminé |
| Arsi Harju             | Lancer du poids   | 21,39 m       | 1er           | 21,29 m     | 1er     |
| Timo Aaltonen          | Lancer du poids   | 20,04 m       | 5e            | 18,64 m     | 12e     |
| Ville Tiisanoja        | Lancer du poids   | 19,66 m       | 15e           | Eliminé     | Eliminé |
| Olli-Pekka Karjalainen | Lancer du marteau | 69,64 m       | 34e           | Eliminé     | Eliminé |
| Aki Parviainen         | Lancer du javelot | 83,73 m       | 9e            | 86,62 m     | 5e      |
| Harri Haatainen        | Lancer du javelot | 79,93 m       | 19e           | Eliminé     | Eliminé |
| Harri Hakkarainen      | Lancer du javelot | NM            | /             | Eliminé     | Eliminé |
| Eduard Hämäläinen      | Décathlon         | Non disputé   | Non disputé   | 7520 pts    | 24e     |
| Aki Heikkinen          | Décathlon         | Non disputé   | Non disputé   | DNF         | /       |

### Femmes
| Athlète                                                     | Épreuve          | Séries  | Séries | Quarts de finale | Quarts de finale | Demi-finales | Demi-finales | Finale  | Finale  |
| Athlète                                                     | Épreuve          | Temps   | Rang   | Temps            | Rang             | Temps        | Rang         | Temps   | Rang    |
| ----------------------------------------------------------- | ---------------- | ------- | ------ | ---------------- | ---------------- | ------------ | ------------ | ------- | ------- |
| Heidi Hannula                                               | 100 m            | 11 s 68 | 6e     | Eliminé          | Eliminé          | Eliminé      | Eliminé      | Eliminé | Eliminé |
| Johanna Manninen                                            | 200 m            | 23 s 40 | 4e     | 23 s 41          | 6e               | Eliminé      | Eliminé      | Eliminé | Eliminé |
| Manuela Bosco                                               | 100 m haies      | 13 s 51 | 7e     | Eliminé          | Eliminé          | Eliminé      | Eliminé      | Eliminé | Eliminé |
| Manuela Bosco Sanna Kyllonen Johanna Manninen Heidi Hannula | Relais 4 × 100 m | 43 s 66 | 2e     | Non disputé      | Non disputé      | 43 s 50      | 6e           | Eliminé | Eliminé |

| Athlète          | Épreuve           | Qualification | Qualification | Finale      | Finale  |
| Athlète          | Épreuve           | Performance   | Rang          | Performance | Rang    |
| ---------------- | ----------------- | ------------- | ------------- | ----------- | ------- |
| Sini Poyry       | Lancer du marteau | 63,80 m       | 9e            | 62,49 m     | 12e     |
| Mia Strommer     | Lancer du marteau | 59,43 m       | 22e           | Eliminé     | Eliminé |
| Mikaela Ingberg  | Lancer du javelot | 60,85 m       | 7e            | 58,56 m     | 9e      |
| Taina Uppa       | Lancer du javelot | 57,39 m       | 20e           | Eliminé     | Eliminé |
| Tiia Hautala     | Heptathlon        | Non disputé   | Non disputé   | 6173 pts    | 8e      |
| Susanna Rajamaki | Heptathlon        | Non disputé   | Non disputé   | 6021 pts    | 13e     |

## Badminton

### Hommes
| Athlète    | Compétition   | 1/32 de finale   | 1/16 de finale   | 1/8 de finale    | Quarts de finale | Demi-finales     | Finale           | Finale 3eplace   | Rang    |
| Athlète    | Compétition   | Adversaire Score | Adversaire Score | Adversaire Score | Adversaire Score | Adversaire Score | Adversaire Score | Adversaire Score | Rang    |
| ---------- | ------------- | ---------------- | ---------------- | ---------------- | ---------------- | ---------------- | ---------------- | ---------------- | ------- |
| Jyri Aalto | Simple hommes | Non disputé      | Défaite Hann 0-2 | Eliminé          | Eliminé          | Eliminé          | Eliminé          | Eliminé          | Eliminé |

### Femmes
| Athlète       | Compétition  | 1/32 de finale   | 1/16 de finale       | 1/8 de finale    | Quarts de finale | Demi-finales     | Finale           | Finale 3eplace   | Rang    |
| Athlète       | Compétition  | Adversaire Score | Adversaire Score     | Adversaire Score | Adversaire Score | Adversaire Score | Adversaire Score | Adversaire Score | Rang    |
| ------------- | ------------ | ---------------- | -------------------- | ---------------- | ---------------- | ---------------- | ---------------- | ---------------- | ------- |
| Anu Weckstrom | Simple dames | Non disputé      | Défaite Yonekura 0-2 | Eliminé          | Eliminé          | Eliminé          | Eliminé          | Eliminé          | Eliminé |

## Boxe

### Hommes
| Athlète      | Catégorie    | 16e de finale          | 8e de finale        | Quart de finale     | Demi-finale         | Finale              |
| Athlète      | Catégorie    | Adversaire Résultat    | Adversaire Résultat | Adversaire Résultat | Adversaire Résultat | Adversaire Résultat |
| ------------ | ------------ | ---------------------- | ------------------- | ------------------- | ------------------- | ------------------- |
| Joni Turunen | Poids plumes | Défaite Allemagne 6-10 | Eliminé             | Eliminé             | Eliminé             | Eliminé             |

## Canoe-Kayak

### Course en ligne

#### Hommes
| Athlète         | Compétition | Éliminatoires  | Éliminatoires | Demi-finales   | Demi-finales | Finale A | Finale A |
| Athlète         | Compétition | Temps          | Rang          | Temps          | Rang         | Temps    | Rang     |
| --------------- | ----------- | -------------- | ------------- | -------------- | ------------ | -------- | -------- |
| Kimmo Latvamaki | K1 500m     | 1 min 42 s 535 | 2e            | 1 min 41 s 640 | 5e           | Eliminé  | Eliminé  |

## Cyclisme

### Route

#### Femmes
| Athlète       | Compétition     | Temps           | Rang |
| ------------- | --------------- | --------------- | ---- |
| Pia Sundstedt | Course en ligne | 3 h 06 min 31 s | 21e  |

### Piste

#### Femmes
| Athlète      | Compétition          | Qualification | Seizièmes de finale      | Repêchages               | Quarts de finale         | Match de classement | Demi-finales             | Match pour le bronze     | Match pour le bronze | Finale                   | Finale  |
| Athlète      | Compétition          | Temps Vitesse | Adversaire Temps Vitesse | Adversaire Temps Vitesse | Adversaire Temps Vitesse | Rang                | Adversaire Temps Vitesse | Adversaire Temps Vitesse | Rang                 | Adversaire Temps Vitesse | Rang    |
| ------------ | -------------------- | ------------- | ------------------------ | ------------------------ | ------------------------ | ------------------- | ------------------------ | ------------------------ | -------------------- | ------------------------ | ------- |
| Mira Kasslin | Vitesse individuelle | 12 s 194      | Défaite France           | Défaite                  | Eliminé                  | Eliminé             | Eliminé                  | Eliminé                  | Eliminé              | Eliminé                  | Eliminé |

| Athlète      | Compétition                 | Temps    | Rang |
| ------------ | --------------------------- | -------- | ---- |
| Mira Kasslin | 500 mètres contre-la-montre | 37 s 145 | 17e  |

## Equitation
| Athlète            | Épreuve             | R1     | R1   | R2      | R2      | R3      | R3      |
| Athlète            | Épreuve             | Points | Rang | Points  | Rang    | Points  | Rang    |
| ------------------ | ------------------- | ------ | ---- | ------- | ------- | ------- | ------- |
| Heidi Svanborg     | Dressage individuel | 57.48  | 46e  | Eliminé | Eliminé | Eliminé | Eliminé |
| Elisabet Ehrnrooth | Dressage individuel | 64.04  | 37e  | Eliminé | Eliminé | Eliminé | Eliminé |

| Athlète     | Compétition      | Pénalités | Rang |
| ----------- | ---------------- | --------- | ---- |
| Piia Pantsu | Concours complet | DNF       | /    |